# Haemaphysalis danieli
Haemaphysalis danieli är en fästingart som beskrevs av Cerny och Harry Hoogstraal 1977. Haemaphysalis danieli ingår i släktet Haemaphysalis och familjen hårda fästingar. Inga underarter finns listade i Catalogue of Life.